# Novembre 1916 (guerre mondiale)
Octobre 1916 - Novembre 1916 - Décembre 1916
- 1er novembre : 
  - Attaque italienne sur les positions austro-hongroises de l'Isonzo : Les faibles gains ne compensent pas les lourdes pertes italiennes.

- 2 novembre :
  - Prise du fort de Vaux par les troupes françaises.

- 5 novembre :
  - Déclaration commune germano-austro-hongroise promettant la résurrection du royaume de Pologne, afin de fournir un cadre légal polonais au recrutement d'une armée polonaise au service des puissances centrales.

- 9 novembre :
  - une flottille allemande de 7 destroyers est coulée au large des côtes de Courlande par l'artillerie côtière russe.

- 11 novembre : 
  - Déclaration de guerre du gouvernement grec d'Eleftherios Venizelos à la Bulgarie.

- 15 novembre : 
  - Réunion à Chantilly à l'initiative du général Joffre, d'une nouvelle conférence militaire interalliée pour arrêter le plan des opérations de 1917.

- 18 novembre : 
  - fin de la bataille de la Somme

- 19 novembre : 
  - Prise de Monastir en Macédoine par les forces alliées franco-anglo-russo-italiano-serbes, placées sous le commandement de Sarrail.

- 21 novembre :
  - Mort de François-Joseph Ier d'Autriche ; son petit-neveu Charles Ier d'Autriche, son successeur est intronisé sur le trône impérial autrichien.

- 23 novembre : 
  - Prestation de serment de toutes les unités de l'armée austro-hongroise au nouvel empereur Charles.

- 25 novembre : 
  - Le gouvernement provisoire grec déclare la guerre au Reich.

- 27 novembre : 
  - premier raid aérien allemand sur Londres mené par des hydravions.

- 28 novembre : 
  - Adolf Wild von Hohenborn, ministre prussien de la guerre, est renvoyé, le ministre-président de Prusse et chancelier du Reich, Theobald von Bethmann Hollweg, ayant cédé face à la pression des Dioscures.